# Borrelia burgdorferi
Borrelia burgdorferi é uma espécie de bactérias patogênicas espiroquetas, bi-membranosas (Gram-negativas), anaeróbicas, extracelulares e flageladas com 15 a 20 μm de comprimento. Responsáveis pela Borreliose e transmitidas por carrapatos.

## Epidemiologia
No continente americano, é endêmica nos Estados Unidos; há relato de casos no Brasil, no México, no Canadá, no Chile, na Costa Rica, na Colômbia e na Venezuela. O homem adquire a B. burgdorferi pelas picadas indolores e prolongadas das ninfas dos carrapatos, por isso a maioria dos pacientes nao se recorda ter sido picado.  O mesmo carrapato também transmite anaplasmose e babesiose, e inclusive pode passar todas ao mesmo tempo.

## Patogênese
A Doença de Lyme pode cursar espontaneamente, pode ter poucos sintomas ou pode causar sérios distúrbios neurológicos, cardíacos, oftalmológicos, articulares e cutâneos. O primeiro sintoma é o eritema migrante, dois círculos vermelhos na pele no local da picada que crescem. A segunda fase aparecem inflamações articulares, neurológicas, cardíacas ou oftalmológicas que ainda são fáceis de ser tratadas. Na terceira face aparecem complicações reumatológicas, neurológicas, oftalmológicas e cutâneas persistentes e mais difíceis de tratar.
Além Doença de Lyme e Borreliose humana brasileira pode causar várias doenças de pele: linfocitoma, acrodermatite crônica atrófica, esclerodermia em placa, líquen escleroso, anetodermia, atrofodermia de Pasini-Pierini (APP), granuloma anular e anetodermia.
A Borrelia burgdorferi expressa sete proteínas de união a plasminógenos e proteínas de união C para evadir respostas do sistema complemento. Pode sobreviver sem ferro. 

## Tratamento
Complicações neurológicas, cardíacas ou oftalmológicas podem ser tratadas com ceftriaxona 2g/dia IV por 21 a 28 dias ou penicilina cristalina, 18-24 milhões de UI/dia IV divididas em seis doses diárias durante 21 a 28 dias.